# Чемпіонат Німеччини з хокею 1923
Чемпіонат Німеччини з хокею 1923 — 7-й регулярний чемпіонат Німеччини з хокею, чемпіоном став клуб СК Берлін.
Право брати участь у чемпіонаті отримали всі аматорські команди Німецького Союзу ковзанярів (DEV), але не більше двох команд з одного міста або району. Матчі чемпіонату проходили у лютому 1923 року. Протягом січня-лютого матчі чемпіонату неодноразово переносились через погодні умови, зрештою чинний чемпіон МТВ Мюнхен 1879 залишився на озері Ріссерзеє в містечку Гарміш-Партенкірхен та не взяв участі у чемпіонаті.

## Фінал
- СК Берлін — СК Шарлоттенбург 3:2

## Склад чемпіонів
Склад СК Берлін: Гюнтер Ран, Вернер Глімм, Макс Гольцбоер, Нільс Моландер, Вальтер Закс, Альфред Штайнке, Вернер Крюгер, Кроковські, Бруно Грауел.